# Distretto di Liubei
Il distretto di Liubei (柳北区S, Liǔběi QūP) è un distretto della Cina, situato nella regione autonoma di Guangxi e amministrato dalla prefettura di Liuzhou.